# Paweł z Eginy

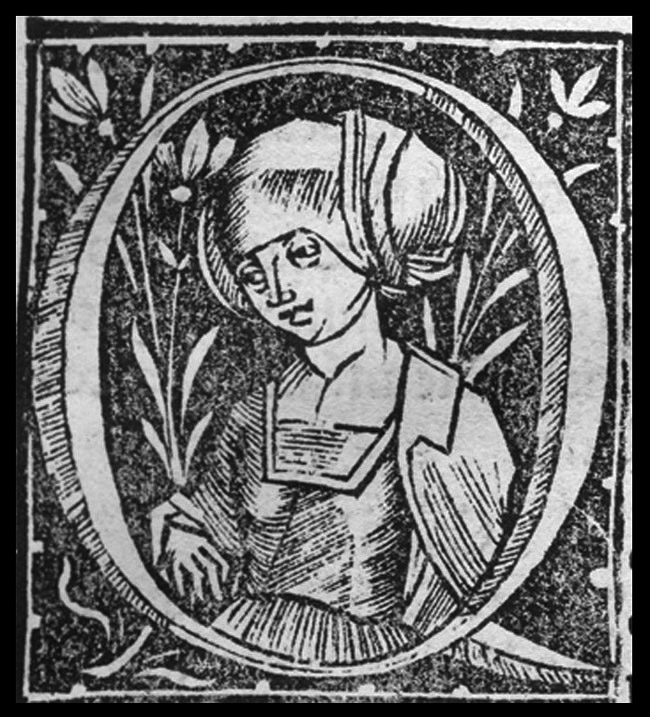
Paweł z Eginy

Paweł z Eginy (Paulus Aegineta, Aegina, ur. ok. 625 w Eginie, zm. ok. 690) – bizantyński lekarz i chirurg, ostatni wielki antyczny encyklopedysta, autor encyklopedii medycznej Epitomes iatrikes biblio hepta (łac. Epitomae medicae libri septem - Medyczne kompendium w siedmiu księgach). Dzieło to było sumą zachodniej wiedzy medycznej. Szósta księga encyklopedii, poświęcona chirurgii, szczególnie wpłynęła na rozwój myśli chirurgicznej w medycynie Wschodu i Zachodu. W kompendium opisywał takie techniki chirurgiczne, jak usunięcie kamieni z dróg moczowych, trepanacja czaszki, tonsillotomia, paracenteza, amputacja piersi. Zawarł w swym dziele też pierwszy znany opis zatrucia ołowiem. Opisał co najmniej 62 rodzaje tętna występujące w różnych chorobach.
Paweł przebywał w Aleksandrii podczas inwazji arabskiej, dzięki czemu świat arabski jako pierwszy wykorzystał tę wiedzę. Przekład na język arabski wykonał Hunajn Ibn Ishak nestorianin z Al-Hiry. Później z prac Pawła korzystało wielu arabskich lekarzy, w tym Albucasis.
W Europie całość po raz pierwszy wydana została w Wenecji dopiero w 1528 roku, kolejna edycja w Bazylei w 1538. Była tłumaczona na łacinę, a w 1844-1848 ukazało się pierwsze tłumaczenie na angielski z komentarzem doktora Francisa Adamsa.